# Antoine-François Callet
Antoine-François Callet (* 22. März 1741 in Paris; † 2. Oktober 1823 ebenda) war ein französischer Allegorien- und Porträtmaler des Rokoko.

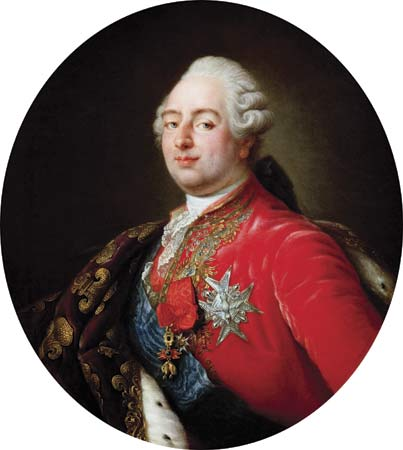
Antoine-François Callet, Portrait de Louis XVI, 1786, Musée Carnavalet.

## Leben
Antoine-François Callet war der offizielle Porträtist von König Ludwig XVI., dem letzten König des Ancien Régime. Er erhielt 1764 die Auszeichnung Prix de Rome von der Académie royale de peinture et de sculpture für das Bild Cléobis et Biton conduisent le char de leur mère au temple de Junon (Kleobis und Biton fahren den Wagen ihrer Mutter in den Tempel der Juno) verliehen.
An der Académie des Beaux-Arts wurde er im Jahr 1779 mit seinem allegorischen Gemälde mit seinem Porträt des Comte d'Artois akkreditiert. Mit dem allegorischen Gemälde Frühling wurde Callet im Jahre 1781 zum Mitglied promoviert. Er stellte erstmals auf dem Salon von 1783 aus.
Er schmückte die Mitte der Decke der großen Galerie des Palais du Luxembourg, mit einer Komposition namens „L'Aurore“ (Die Morgenröte). Während des Konsulats und dem Empire malte er mehrere Allegorien, darunter eine des Staatsstreichs des 18. Brumaire VIII (Krönungssaal im Schloss Versailles) und eine Allegorie auf die Schlacht von Austerlitz (1806, Schloss Versailles).
Das von ihm gefertigte Porträt Ludwigs XVI. im Königsornat erlangte durch den Stich von Charles Clément Bervic (1756–1822) besonderen Ruf. Der Louvre verwahrt vier Bilder, die vier Jahreszeiten darstellend, von ihm.  
Antoine-François Callet starb in Paris im Jahr 1823.